# Nothoterpna pallida
Nothoterpna pallida là một loài bướm đêm trong họ Geometridae.